# Il diario di Bridget Jones
Il diario di Bridget Jones è un romanzo del 1995 della scrittrice britannica Helen Fielding. Il libro ebbe un grandissimo successo internazionale, e contribuì a fondare un genere estremamente popolare nel decennio successivo, battezzato chick lit ("letteratura per ragazze"). Dal romanzo venne tratto nel 2001 un altrettanto popolare adattamento cinematografico.

## Storia del romanzo
Fielding iniziò a scrivere il Diario nella forma di rubriche fisse sui giornali The Independent e The Daily Telegraph. Alcuni elementi del Diario, e in particolare i frequenti attacchi sarcastici verso i costumi della società benestante britannica, derivano dalla prospettiva da giornalismo di costume del testo originario. Dato il successo riscosso presso il pubblico, i testi furono poi riorganizzati in un vero e proprio romanzo (qualcosa di analogo a quanto accaduto al romanzo Sex and the City). Il libro divenne rapidamente un best seller e venne tradotto in numerose lingue, vendendo bene anche fuori dal Regno Unito. Fielding raddoppiò nel 1999 con il seguito Che pasticcio, Bridget Jones!. Entrambi i romanzi furono adattati per il cinema in produzioni relativamente ad alto budget e con interpreti come Colin Firth, Hugh Grant e Renée Zellweger.

## Trama
Il romanzo è in forma di diario, e racconta la vita di Bridget Jones, una donna single di poco più di trent'anni, che vive con i suoi genitori e lavora a Londra, circondata da un gruppo di amici che le fanno da famiglia. Attraverso il personaggio di Bridget vengono tratteggiate con ironia le manie e le stranezze della vita degli anni novanta. Ossessionata dal proprio peso e dalle proprie abitudini malsane in fatto di fumo e cibo, oppressa dalla madre che le propone sempre nuovi potenziali fidanzati (e dall'incombente etichetta di "zitella"), Bridget si muove nella propria vita sentimentale in modo piuttosto goffo, e procurandosi frequenti complicazioni su cui Fielding costruisce buona parte della comicità della storia.

## Bridget Jones e Jane Austen
Il Diario presenta numerose analogie con il classico Orgoglio e pregiudizio di Jane Austen. Il riferimento a quest'ultima è esplicito; per esempio, nel cognome dei protagonisti maschili, e in particolare nella corrispondenza fra Mark Darcy (il vero amore di Bridget) e Fitzwilliam Darcy (il vero amore della Elizabeth Bennet di Austen). Fielding, che fu una produttrice dell'adattamento cinematografico di Bridget Jones, chiese che la parte di (Mark) Darcy fosse affidata a Colin Firth, che aveva precedentemente interpretato Fitzwilliam Darcy in un adattamento di Orgoglio e pregiudizio per la televisione prodotto dalla BBC.

## Edizioni
- Helen Fielding, Il diario di Bridget Jones, traduzione di Olivia Crosio, collana Sonzogno Libri Oro, Sonzogno, 1998,  p. 315, ISBN 88-454-1096-X.